# National Women’s League 2010
National Women’s League 2010 – czwarta edycja najwyższej klasy rozgrywkowej w żeńskim rugby union w Kanadzie. Zawody odbywały się w dniach 1–4 lipca 2010 roku.

## Informacje ogólne
Mistrzostwa kraju odbyły się systemem pucharowym z udziałem czterech najlepszych kanadyjskich zespołów, zorganizowano również turniej w drugiej grupie, w którym uczestniczyły dwa słabsze seniorskie zespoły regionalne oraz dwie drużyny U-23. Wszystkie spotkania odbyły się na boiskach kampusu University of Toronto w Scarborough.
W zawodach triumfowała po raz trzeci British Columbia, która w finałowym pojedynku pokonała zespół Ontario 34–22, rozgrywki grupy drugiej z kompletem zwycięstw zakończyła zaś drużyna Ontario U23.

## Tier 1
|  |                  |                  |                  |                   |    |         |         |       |
|  | Półfinały        | Półfinały        | Półfinały        |                   |    | Finał   | Finał   | Finał |
|  | Półfinały        | Półfinały        | Półfinały        |                   |    | Finał   | Finał   | Finał |
|  | 1 lipca 2010     |                  |                  |                   |    |         |         |       |
|  |                  |                  |                  |                   |    |         |         |       |
|  | Ontario          | Ontario          | 43               |                   |    |         |         |       |
|  | Ontario          | Ontario          | 43               | 4 lipca 2010      |    |         |         |       |
|  | Quebec Cariboux  | Quebec Cariboux  | 0                |                   |    |         |         |       |
|  | Quebec Cariboux  | Quebec Cariboux  | 0                |                   |    | Ontario | Ontario | 22    |
|  | 1 lipca 2010     |                  |                  |                   |    | Ontario | Ontario | 22    |
|  |                  |                  | British Columbia | British Columbia  | 34 |         |         |       |
|  | British Columbia | British Columbia | British Columbia | British Columbia  | 34 | 39      |         |       |
|  | British Columbia | British Columbia |                  |                   |    |         |         |       |
|  | Alberta          | Alberta          | 10               |                   |    |         |         |       |
|  | Alberta          | Alberta          | 10               | Mecz o 3. miejsce |    |         |         |       |
|  |                  |                  |                  |                   |    |         |         |       |
|  | 4 lipca 2010     |                  |                  |                   |    |         |         |       |
|  |                  |                  |                  |                   |    |         |         |       |
|  | Quebec Cariboux  | Quebec Cariboux  | 18               |                   |    |         |         |       |
|  | Quebec Cariboux  | Quebec Cariboux  | 18               |                   |    |         |         |       |
|  | Alberta          | Alberta          | 17               |                   |    |         |         |       |
|  | Alberta          | Alberta          | 17               |                   |    |         |         |       |

Półfinały
| 1 lipca 2010 | Ontario | 43:0 | Quebec Cariboux | University of Toronto, Scarborough |
| 1 lipca 2010 |         | 43:0 |                 | University of Toronto, Scarborough |

| 1 lipca 2010 | British Columbia | 39:10 | Alberta | University of Toronto, Scarborough |
| 1 lipca 2010 |                  | 39:10 |         | University of Toronto, Scarborough |

Mecz o 3. miejsce
| 4 lipca 2010 | Ontario | 22:34 | British Columbia | University of Toronto, Scarborough |
| 4 lipca 2010 |         | 22:34 |                  | University of Toronto, Scarborough |

Finał
| 4 lipca 2010 | Quebec Cariboux | 18:17 | Alberta | University of Toronto, Scarborough |
| 4 lipca 2010 |                 | 18:17 |         | University of Toronto, Scarborough |

## Tier 2
| 1 lipca 2010 | Alberta U23 | 25:32 | Saskatchewan | University of Toronto, Scarborough |
| 1 lipca 2010 |             | 25:32 |              | University of Toronto, Scarborough |

| 1 lipca 2010 | Ontario U23 | 16:5 | Nova Scotia | University of Toronto, Scarborough |
| 1 lipca 2010 |             | 16:5 |             | University of Toronto, Scarborough |

| 2 lipca 2010 | Alberta U23 | 14:22 | Nova Scotia | University of Toronto, Scarborough |
| 2 lipca 2010 |             | 14:22 |             | University of Toronto, Scarborough |

| 2 lipca 2010 | Ontario U23 | 38:0 | Saskatchewan | University of Toronto, Scarborough |
| 2 lipca 2010 |             | 38:0 |              | University of Toronto, Scarborough |

| 4 lipca 2010 | Saskatchewan | 20:23 | Nova Scotia | University of Toronto, Scarborough |
| 4 lipca 2010 |              | 20:23 |             | University of Toronto, Scarborough |

| 4 lipca 2010 | Alberta U23 | 0:79 | Ontario U23 | University of Toronto, Scarborough |
| 4 lipca 2010 |             | 0:79 |             | University of Toronto, Scarborough |